# Corononcodes dimorpha
Corononcodes dimorpha är en tvåvingeart som beskrevs av Barraclough 2001. Corononcodes dimorpha ingår i släktet Corononcodes och familjen kulflugor. Inga underarter finns listade i Catalogue of Life.